# Fédération nationale des producteurs de l'horticulture et des pépinières
 (octobre 2023).
Si vous disposez d'ouvrages ou d'articles de référence ou si vous connaissez des sites web de qualité traitant du thème abordé ici, merci de compléter l'article en donnant les références utiles à sa vérifiabilité et en les liant à la section « Notes et références ».
La Fédération nationale des producteurs de l'horticulture et des pépinières, ou FNPHP, est l'ancien nom du syndicat horticole, reconnu par les pouvoirs publics, qui assure la défense de l'intérêt général de tous les producteurs de végétaux d'ornement. En 2020 il devient « verdir ». Il est une des associations spécialisées de la FNSEA.

## Missions
- Représenter les entreprises lors des négociations de conventions collectives ;
- Aider les entreprises dans leurs projets collectifs ;
- Faciliter l'accès aux aides nationales et régionales pour la modernisation des entreprises ;
- Informer les entreprises des actualités de la profession ;
- Appuyer les entreprises pour les questions d'ordre juridique, fiscal ou social.

## Métiers
Les principaux métiers concernés sont ̈ː
- Les floriculteurs, producteurs de fleurs à partir de graines ou par multiplication végétative
- Les pépiniéristes produisant des plants d'arbres et d'arbustes ornementaux

## Économie
- Plus de 4000 entreprises[3];
- Près de 1,5 milliard € ;
- Plus de 20 000 emplois dont 14 000 permanents ;

## Actions
En 2018 la FNPHP s'était alarmée d’une décision de l’Office européen des brevets (OEB) affirmant qu’un «produit obtenu par un procédé essentiellement biologique est brevetable». Elle y voyait une « appropriation inacceptable » de la nature. Par la suite, la Grande chambre des recours de l'Office européen des brevets a finalement tranché le 14 mai 2020 : les produits issus de procédés essentiellement biologiques, comme les procédés eux-mêmes, ne sont pas brevetables.